# 長野県須坂東高等学校
長野県須坂東高等学校（ながのけん すざかひがしこうとうがっこう）は、長野県須坂市日滝にある県立高校。

## 概要
1918年（大正7年）に開校。実科高等女学校、高等女学校を前身とし、1948年（昭和23年）に現在の校名となる。1973年（昭和48年）まで制服が存在していた。進学先は殆どの生徒が大学や専門学校に進学している。
文化祭は「東高祭」と称し、その由来は校名に由来する。

## 沿革
- 1918年（大正7年）4月13日 - 町立須坂実科高等女学校として須坂尋常高等小学校内に開校。
- 1920年（大正9年）4月1日 - 長野県須坂実科高等女学校に改称。
- 1922年（大正11年）4月1日 - 長野県須坂高等女学校に改称。
- 1923年（大正12年）9月25日 - 本校舎を現在の位置に新築移転。
- 1926年（大正15年）4月1日 - 県立に移管する。
- 1948年（昭和23年）4月1日 - 学制改革により、長野県須坂東高等学校となる。
- 1973年（昭和48年）9月1日 - 制服自由化を実施。
- 1976年（昭和51年）4月1日 - 新1学年より男女共学となる。
- 2008年（平成20年）10月18日 - 創立90周年記念式典を挙行。式典に続いて開かれた記念講演会では信州大学工学部教授（現在は先鋭領域融合研究群カーボン科学研究所特別特任教授）・遠藤守信氏が講師として出席[1]。
- 2018年（平成30年）10月20日 - 創立100周年記念式典・祝賀会を挙行[2]。

## 教育目標
- 真理と学問とを愛し、豊かな知性に基づいて正義と道徳とを重んずる精神の育成。
- 清純高潔な品性と豊かな趣味の養成。
- 自然及び他人に対する深い理解と愛情を養う。

## 生徒会
- 平成18年度より「地域に密着した学校作り」をコンセプトに生徒会作りや文化祭作りが行われている。
  - 2009年と2010年に東高祭のマスコット人形として制作した須坂市動物園の動物・アカカンガルー「ハッチ」を模した巨大人形を園に寄贈し、設置されていた[3][4]。
- 平成19年度より生徒会の活動にエコロジー活動を取り入れ、文化祭を中心にその活動を行っている。
  - 毎年、文化祭ではペットボトルキャップのアートを展示。

## 校章
- ナラの葉を型どったもの。須坂高等女学校から現在の名称に改めた際に、生徒から図案を募集してその中から選定された。

## 校歌・応援歌
- 校歌 - ウェイバックマシン（2019年6月8日アーカイブ分）

## 最寄駅
- 長野電鉄長野線：須坂駅

## 著名な出身者
- 小池千枝（文化服装学院名誉学院長）
- 浦野りせ子（メゾソプラノ歌手、元武蔵野音楽大学教授）
- 川原亮二（経営者、ラクサスマネジメント代表取締役、diamant株式会社会長）
- 成沢未来（歌人、エッセイスト）